# Fernando de Castro (escritor portugués)
Fernando de Castro fue un escritor y militar portugués, que se desempeñó como Capitán General de Chaul. 

## Biografía
Nació a principios del siglo XVI en la ciudad de Évora, hijo de Gaspar de Castro.
Desde joven inició su carrera militar, embarcándose a la India portuguesa, donde ocupó la capitanía de Chaul en la década de 1580. Como Capitán General de Chaul, fundó un colegio jesuita en Vasai y tuvo que hacer frente a las insurrecciones populares que se oponían a la evangelización jesuita.
De regreso a Portugal, se dedicó a la literatura, generando una gran producción literaria. Sin embargo, la incineró él mismo con ayuda de su hermano João, ya que no estaba satisfecho con lo que había escrito. Solo dos de sus escritos sobrevivieron, que se encuentran en el colegio jesuita de Évora.También se hizo famoso como donante de las causas culturales en Évora.
Se desconoce la fecha de su muerte.Estaba casado con Isabel Pereira.